# Palazzo di giustizia (film)
Palazzo di Giustizia  è un film drammatico del 2020 scritto e diretto da Chiara Bellosi.
Il film ha debuttato il 24 Febbraio 2020 nella sezione Generation14plus della 70ª edizione del Festival Internazionale del Cinema di Berlino.

## Trama
Il film cattura la vita di tutti i giorni all'interno di un grande tribunale italiano. Al centro, nel cuore del palazzo, c’è un’udienza: sul banco degli imputati un giovane rapinatore e il benzinaio che reagisce alla rapina sparando e uccidendo l’altro giovanissimo complice. Mentre in aula si celebra un complicato processo, le famiglie della vittima e degli imputati aspettano fuori l'esito. Tra loro, le giovani figlie del presunto rapinatore e del benzinaio.

## Produzione
Palazzo di Giustizia è il film di debutto della regista italiana Chiara Bellosi, autrice anche del soggetto e della sceneggiatura. 
Il film è prodotto da Carlo Cresto-Dina per tempesta e da Rai Cinema in coproduzione con Michela Pini per Cinédokké e Radiotelevisione Svizzera. 

Il film sarà distribuito in Italia da Istituto Luce Cinecittà. 

Vision Distribution detiene i diritti di sfruttamento internazionale.

## Premi
Palazzo di Giustizia è stato presentato in concorso nella sezione Generation 14plus alla Berlinale 2020. Il film è stato anche nominato per il GWFF Best First Feature Award.